# Восход (Ростовская область)
Восхо́д — посёлок в Мартыновском районе Ростовской области.
Входит в состав Южненского сельского поселения.

## География
Расположен на левом берегу Донского магистрального канала, несколько южнее точки ответвления Нижнедонского канала.

## История
Посёлок основан в 1952 году в связи со строительством Донского магистрального канала. С 1952 года по 1992 год имел статус посёлка городского типа, после чего был преобразован в сельский населённый пункт.

## Население
| 1959 | 1970 | 1979 | 1989 | 2010 |
| ---- | ---- | ---- | ---- | ---- |
| 1478 | ↘868 | ↘694 | ↘464 | ↗591 |

## Улицы
| - ул. Магистральная - ул. Первомайская - пер. Почтовый - пер. Северный | - ул. Степная - пер. Центральный - пер. Экскаваторный - пер. Южный |